# Naturschutzgebiet Rühlower Os
Koordinaten: 53° 33′ 52,5″ N, 13° 25′ 5,4″ O
Das Naturschutzgebiet Rühlower Os ist ein 24 Hektar großes Naturschutzgebiet in Mecklenburg-Vorpommern 10 Kilometer östlich von Neubrandenburg. Der namensgebende Ort Rühlow befindet sich einen Kilometer östlich. Die Unterschutzstellung erfolgte am 10. Februar 1971 mit zwei Erweiterungen in den Jahren 1975 und 1997. Das Schutzgebiet umfasst einen eiszeitlich entstandenen Oszug mit einem Osauge. Die Flächen sind ein wichtiger Lebensraum für zahlreiche Amphibienarten.
Der aktuelle Gebietszustand wird als gut eingeschätzt. Beweidung und maschinelle Pflegemaßnahmen sichern ein Offenhalten von Teilflächen mit Magerrasen. Das Gebiet ist über einen Fahrweg zu Fuß zu erreichen. Ein Hinweisschild befindet sich an der Straße zwischen Warlin und Rühlow.

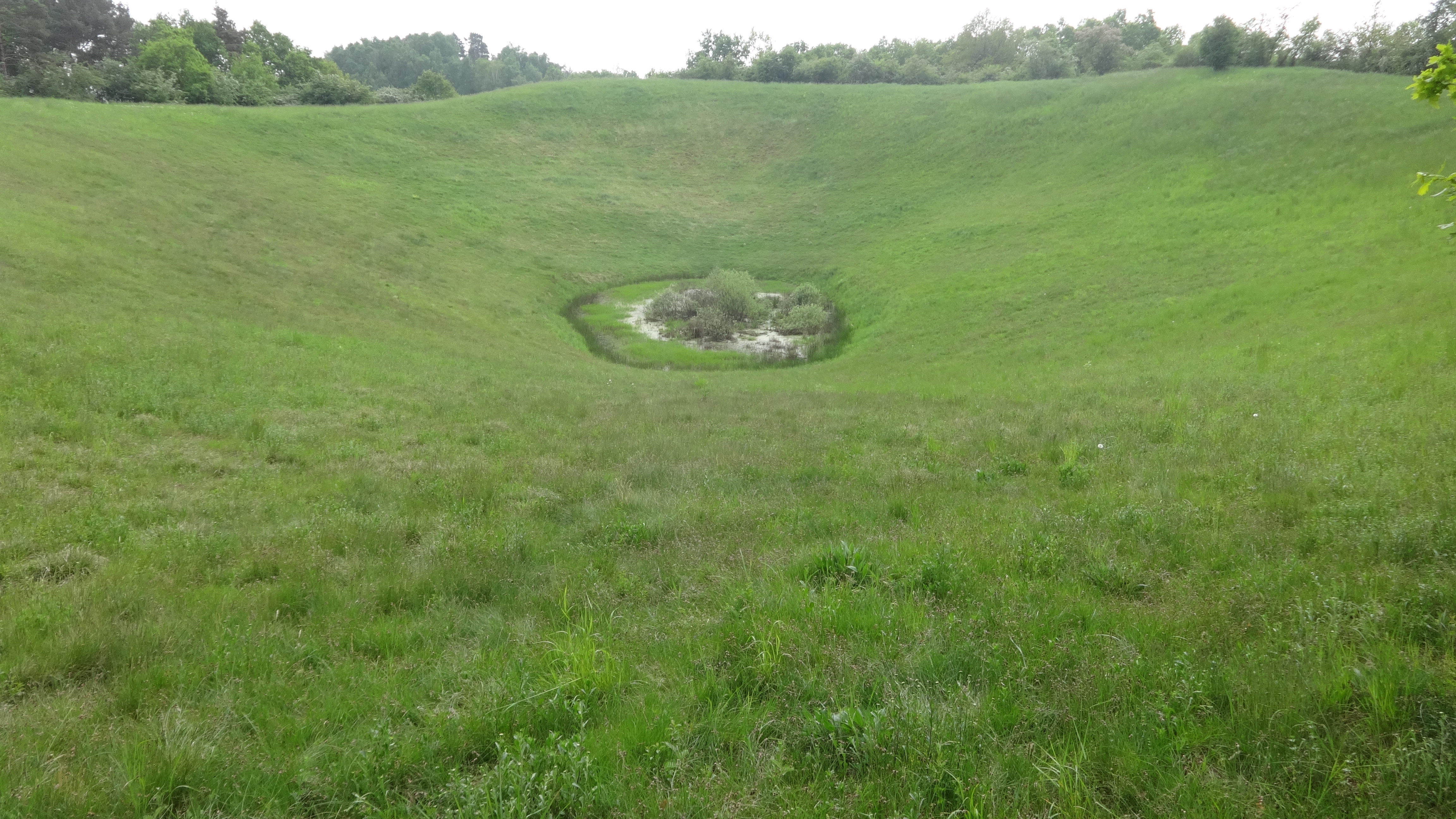
Blick von Nordnordost

## Geschichte
Der einen Kilometer lange und bis zu 250 Meter breite Oszug entstand in der letzten Eiszeit, vermutlich durch das Ausschmelzen eines in eine Gletscherspalte gestürzten umfangreichen Toteisblocks. Im Norden des Schutzgebietes befindet sich ein kleiner See, der mit angrenzend ansteigendem Ufer die Form eines Amphitheaters hat. Die Flächen des Oszuges werden seit dem Mittelalter mit Schafen beweidet. Magerrasen bildeten sich aus, wobei die nicht heimische Aufrechte Trespe durch den Menschen eingeführt wurde. Im Jahr 1867 wurde der Oszug durch die Bahnstrecke Bützow–Szczecin geteilt. Zu DDR-Zeiten wurde die Beweidung aufgegeben und im mittleren Teil des Schutzgebiets Sand abgebaut. Pflegemaßnahmen ab 1996 führten zum Freistellen der verbuschten Flächen. Aktuell werden Teilflächen beweidet.

## Pflanzen- und Tierwelt
Vor allem im Südteil des Schutzgebietes sind Magerrasen zu finden. Typische Arten sind Aufrechte Trespe, Saat-Esparsette, Wiesen-Salbei, Knack-Erdbeere, Kleiner Wiesenknopf, Pfirsichblättrige Glockenblume, Raues Veilchen und Gewöhnliche Wiesensilge. Aufgelassene Bereiche sind mit Gehölzen wie Hundsrose, Weißdorn und Hasel bestockt. Ein wichtiger Amphibienlaichplatz für Erdkröte, Teichmolch, Kammmolch, Rotbauchunke, Knoblauchkröte, Kreuzkröte, Wechselkröte sowie Laub-, Moor-, Gras- und Teichfrosch befindet sich im Schutzgebiet.